# Хронологія соціальної оголеності

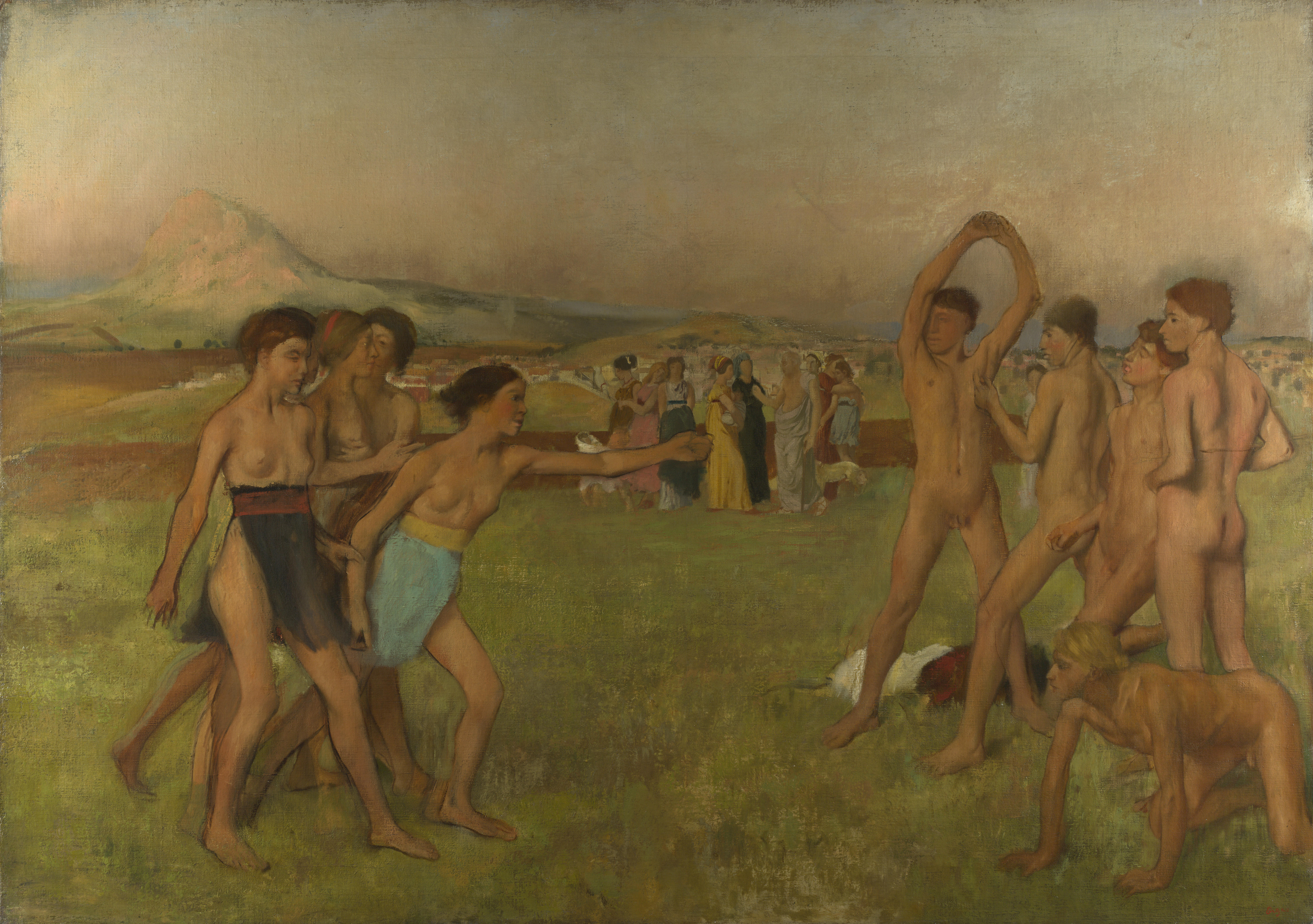
«Молоді спартанці вправляються», зображений Едгаром Дега (прибл. 1860)

Хронологія соціальної оголеності показує різний ступінь прийняття оголеного людського тіла різними культурами протягом історії. Події, перераховані тут, демонструють, як різні суспільства змінювали суворі стандарти одягу на вільні, як оголеність відігравала роль у соціальних рухах і протестах, і як оголене людське тіло сприймається в публічній сфері.

## Передісторія–1800

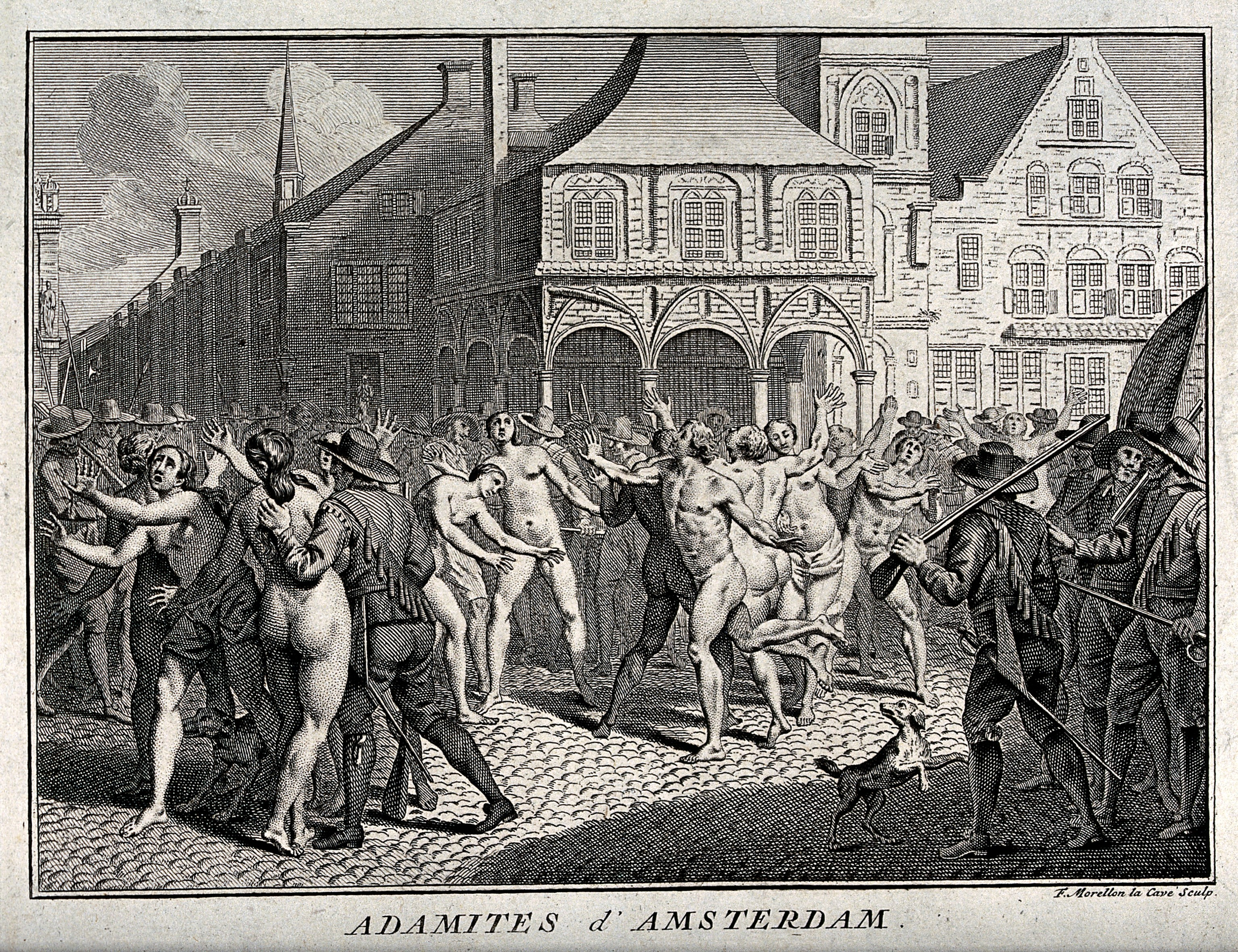
Адаміти, християнська секта, яка практикувала священну наготу, сягає ІІ століття нашої ери.

- 70 000 років до н. е.: люди вперше вдягли одяг — дата, запропонована на основі даних ДНК вошей, які показують, коли воша вперше почала генетично відрізнятися від головної воші людини.[1]
- 720 р. до н. е.: За однією з легенд, атлет (Орсіппос з Мегари), який скидає свою набедренну пов'язку, виграє свій забіг на Олімпійських іграх. Інша версія легенди стверджує, що під час Олімпійських ігор набедренна пов'язка випадково впала з бігуна, який спіткнувся об неї, вдарився головою і помер[2]. Отже, чи то з міркувань покращення спортивних результатів, чи то з міркувань безпеки, давньогрецькі олімпійські атлети змагалися голими.[3]
- c. 650 р. до н. е.: У Спарті жінки і чоловіки іноді з'являються оголеними на певних фестивалях і під час фізичних вправ[4].
- Перше століття нашої ери: Історик Діодор Сицилійський записує, що кельти зазвичай б'ються в бою голими[5]. У Новому Заповіті оголеність згадується кілька разів, але жоден з прикладів не надає їй сексуального відтінку[6]. Наприклад, в цей період відмова носити одяг могла бути ознакою божевілля[7][8]. Оголеність також використовувалася як символ бідності або вразливості. У Новому Завіті є кілька згадок про наготу, наприклад, (Марка 14:52), де юнак тікає голим з Гетсиманського саду, і (Івана 21:7), де Петро описаний як голий під час риболовлі. Дехто каже, що цей термін означає «напівоголений», стверджуючи, що малоймовірно, щоб єврей з'явився повністю роздягненим на людях, хоча інші стверджують, що рибалки в Галілейському морі дійсно працювали голими.
- 100 р. н. е. — 18 століття: Адаміти — прихильники ранньохристиянської секти, яка процвітала в Північній Африці у 2, 3 і 4 століттях, а пізніше відроджувалася. Вони практикували «святий нудизм», стверджуючи, що його члени відновлюють стан первісної невинності Адама і Єви.
- 201 р. н. е.: Перша відома літургія хрещення записана святим Іполитом Римським, який наполягає на повній наготі всіх учасників, аж до зняття прикрас і заколок для волосся[9]. Пізніше хрещення почали розділяти за статтю, про що свідчить сцена, зображена на свинцевій купелі V століття[10], але все одно воно проводилося над неодягненим учасником. Християнські групи, включаючи адамітів, карпократів, акваріанів і маркосіан, в цей час практикують соціальну наготу.[11]
- 393 р. н. е.: У Стародавній Греції студенти тренуються і отримують навчання голими, а атлети змагаються голими. Ця традиція припиняється у 393 році, коли християнський імператор Феодосій І забороняє Олімпійські ігри, бо вважає їх язичницькими.
- 632 р. н. е.: Вчення Корану, передане Мухаммадом, вимагає скромного одягу для чоловіків і жінок.
- 1050 р. н. е.: Леофрік, граф Мерсії, накладає важкий податковий тягар на мешканців Ковентрі, Англія, щоб підтримати свої грандіозні громадські роботи. За легендою, яка майже напевно не відповідає дійсності, його дружина Ґодґіфу благає його зменшити податок, і він каже їй, що вона повинна проїхати голяка через міський ринок, перш ніж він це зробить. Ґодґіфу, яку пам'ятають як Леді Ґодіва, приймає виклик.[12]
- 1185—1333: В Японії періоду Камакура релігійні купання стали безкоштовними, без поняття гендерної сегрегації. Після занепаду безкоштовних послуг з'являється платна система, яка згодом еволюціонує до сучасного сенто.

## 1800—1899

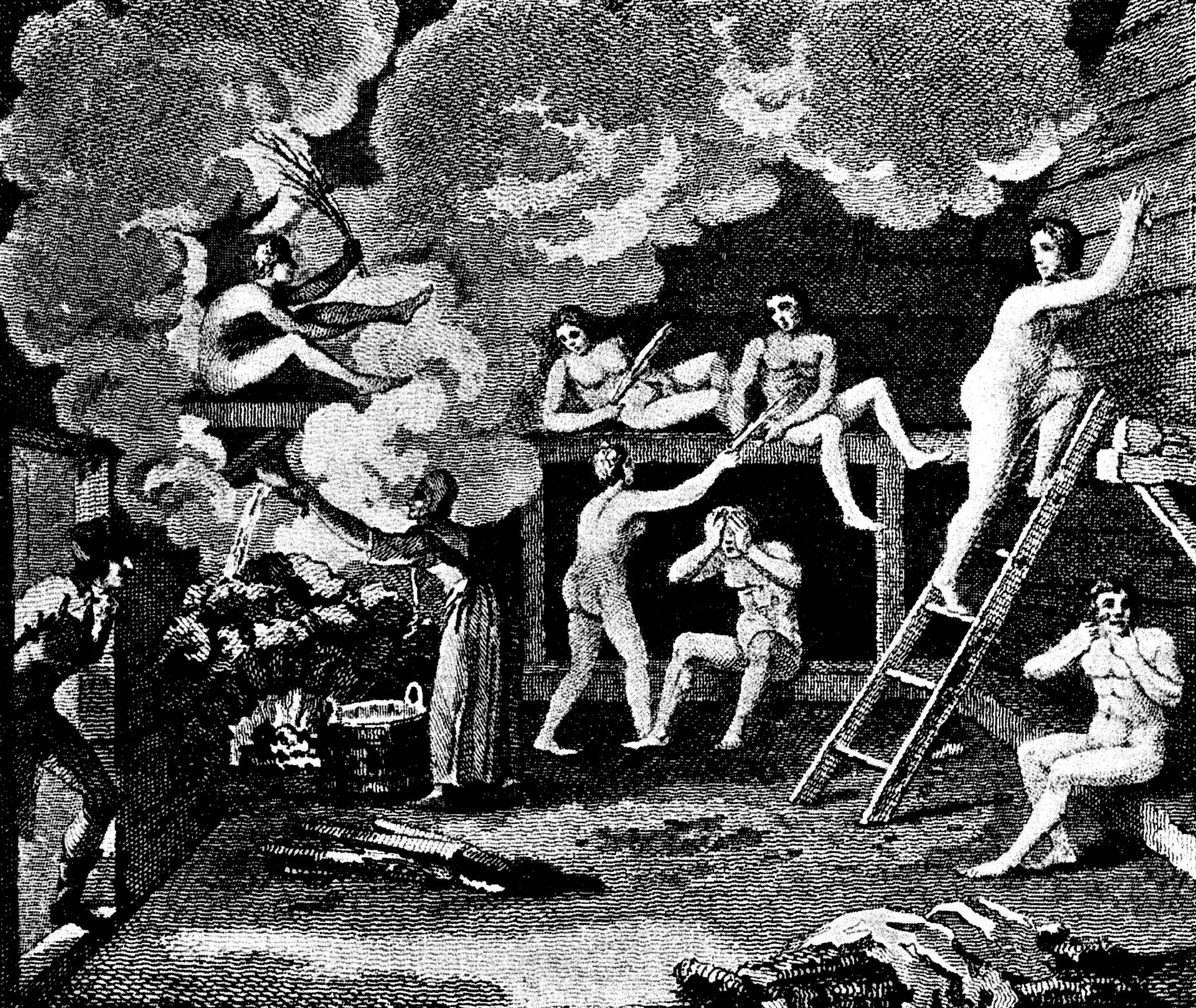
Фінська сауна (1802)

- 1840-і роки (1840-і роки): Оголене плавання поширене на пляжах, Велика Британія.
- 1868: Запровадження плавальних костюмів у Великій Британії — оскільки інший одяг був громіздким і потенційно загрожував плавцю.[13]
- 1873: У щоденнику преподобного Роберта Френсіса Кілверта занотовано перехід до обов'язкового використання купальних костюмів після купання в Сітоні. Йому принесли «пару дуже коротких трусів у червоно-білу смужку, щоб прикрити мою наготу», і, будучи настільки «незвичним до таких речей і звичаїв», він «звів нанівець умовності цього місця», Англія.[14]
- 1874: Європейські місіонери намагаються заборонити серфінг голяком і змушують корінних жінок прикриватися сукнею Матері Хаббард. Однак нав'язаний дрес-код часто ігнорується; на британській гравюрі зображено низку хвиль, на яких катаються майже десяток гавайських серферів, чоловіків і жінок, усі вони оголені, Гаваї.[15]
- 1891: Найперший відомий натуристський клуб, заснований Чарльзом Едвардом Гордоном Кроуфордом, окружним і сесійним суддею Бомбейської державної служби, Тана, Індія.[16]

## 1900—1974 рр

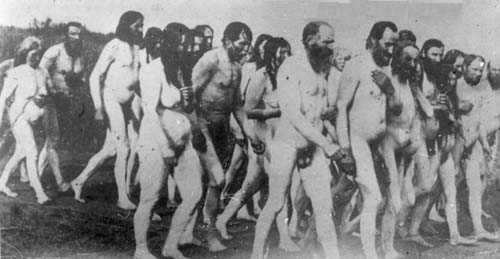
Духобори, секта російського походження, марширують оголеними на протесті в Лангемі, Саскачеван, Канада (1903)

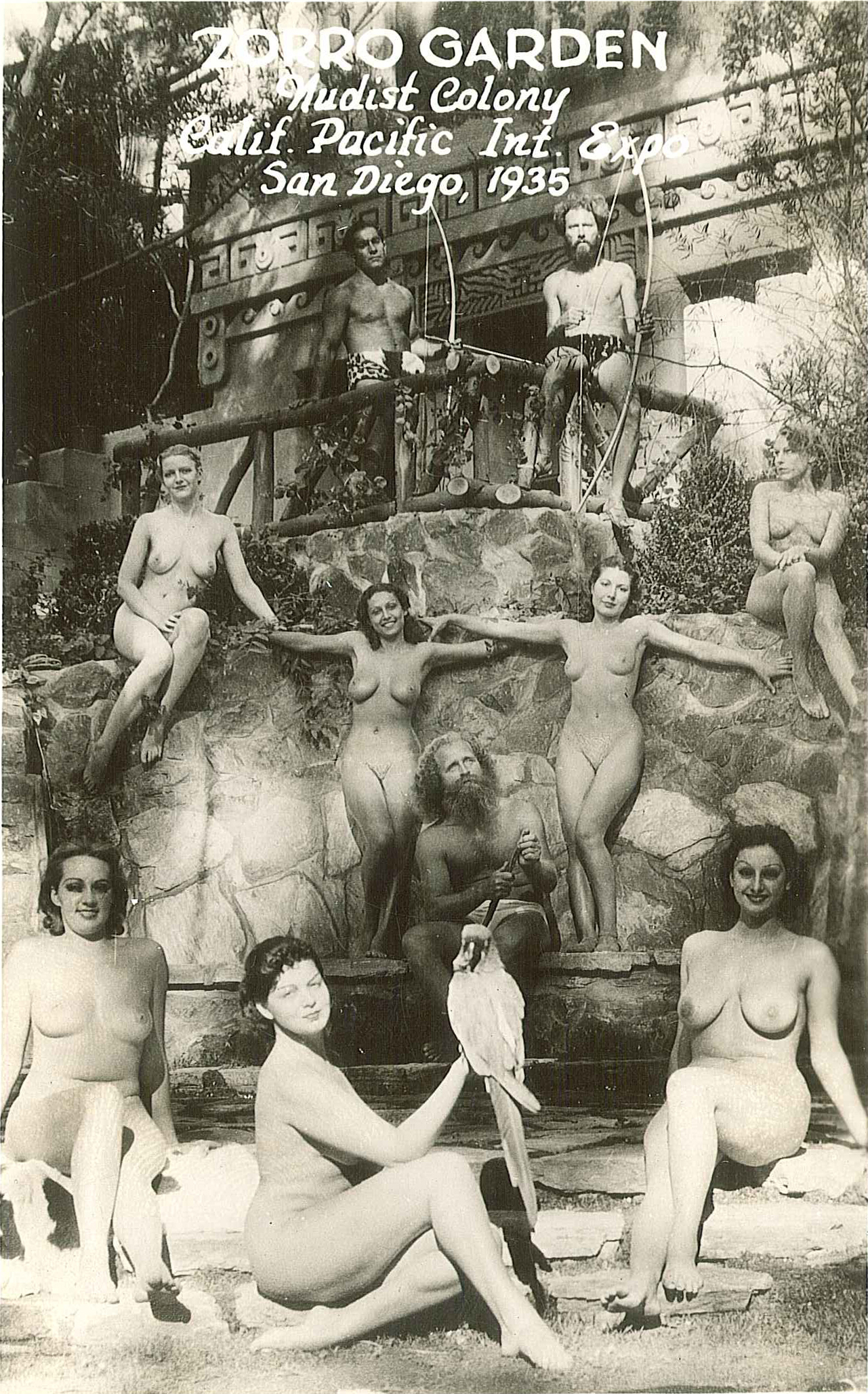
Організований нудизм. Листівка нудистської колонії Zoro Garden, Сан-Дієго, Каліфорнія (1935)

- 1900: Соціолог Генріх Пудор публікує працю «Культ оголеної натури», а публічні купання голяка вважаються початком нудистського руху в Німеччині.
- 1900: Пауль Циммерман засновує перший натуристський курорт поблизу Гамбурга, Німеччина.
- 1903—1932: Свободовці (Свободники або Сини Свободи) Духобори беруть участь в акціях протесту оголеними. У травні 1903 року вони протестують оголеними і зазнають переслідувань. У 1932 році уряд Британської Колумбії засудив майже 900 учасників оголених протестів до трьох років ув'язнення на острові Пірс, Канада.
- 1905: Засновано Англійське гімнософське товариство, Велика Британія[17]
- 1922: Рух «Геть сором» проводить марші оголеного тіла та «Вечори оголеного тіла», спрямовані на розвінчання колишньої буржуазної моралі, Радянський Союз.[18][19][20]
- 1926: Міжнародне гімнастичне товариство, засноване Кенне Д'Монжо, Франція.[21]
- 1927: «Нова гімнософія», філософія оголеності в застосуванні до сучасного життя, перше видання, опубліковане в США доктором Морісом Пармелі, професором соціології Міського коледжу Нью-Йорка, який згодом стане першим президентом Американської гімнософської асоціації, США.[22]
- 1927: Засновано заміський клуб Fiveacres, найстаріший натуристський клуб, який досі знаходиться на своєму первісному місці, Брікет Вуд, Гартфордшир, Англія.[23]
- 1929: Засновано Американську лігу фізичної культури (ALPC), США.
- 1930: Американська гімнософська асоціація (AGA) заснована доктором Морісом Пармелі як продовження Американської ліги фізичної культури в клубі «Рок Лодж» у Стокгольмі, штат Нью-Джерсі.[24][25]
- 1931: Геліополіс, перше в Європі місто, присвячене натуризму, засноване лікарями Гастоном і Андре Дюрвілями, на острові Леван, Франція.
- 15 травня 1932: У Ліберті Корнер, Нью-Джерсі, засновано першу постійну нудистську спільноту в США — Sky Farm.
- 1933: Нацистський указ забороняє багато нудистських організацій, але нудисти реорганізуються в спортивні групи і їх приймають, Німеччина.[26]
- 1934: Незважаючи на обов'язковість купальних костюмів, чоловіки починають з'являтися з оголеними грудьми на переповнених громадських пляжах, незважаючи на загрозу арешту, Лонг-Айленд, штат Нью-Йорк.[27]
- 1936: Легалізовано чоловіче оголення грудей, США.[27]
- 1938: Створено перші натуристські клуби в Новій Зеландії.
- 1945: Джеральд Гарднер, засновник Вікка, купує заміський клуб Fiveacres Country Club і засновує на його території шабаш Брікет Вуд. Це знаменує початок ритуального оголення «Скіклад» у вікканстві, Гартфордшир, Англія.
- 1953: Міжнародна федерація натуралістів створена в Монталівет, Франція.
- 1957: В Арканзасі ухвалено закон, що забороняє «пропагувати, демонструвати чи заохочувати нудизм». Закон поширюється як на громадські місця, так і на приватну власність, США.[28]
- 1958: Верховний суд штату Мічиган постановив, що люди мають право практикувати нудизм на приватних курортах, США.[29]
- 1958: Створено Новозеландську асоціацію любителів сонячних ванн, пізніше перейменовану на Федерацію натуралістів Нової Зеландії..[30][31]
- 1958: Верховний суд США у справі Саншайн Бук Ко проти Саммерфілда постановив, що натуралістичні журнали є прийнятними відповідно до законів Комстока, які визначають і регулюють суспільну мораль.[32]
- 1964: Модельєр Руді Гернрайх випускає купальник топлес або монокіні, США.
- 1967: Пол Біндрім проводить першу групу психотерапії в стилі «ню», Каліфорнія, США.[33]
- 1968: Джон Леннон та Йоко Оно випускають експериментальний альбом Two Virgins з обкладинкою з оголеною натурою.
- 1968: Трибунал з питань непристойних публікацій визнав, що публікація фотографій оголеної натури не є незаконною, Нова Зеландія.[34]
- 1969: Триста людей беруть участь у масовому купанні голяка на данському пляжі. В результаті, переважна більшість пляжів Данії стають необов'язковими для відвідування в одязі.
- 1973: Beachfront USA засновано як форум з організації та захисту пляжного нудизму, Лос-Анджелес, Каліфорнія.[35]
- 1974: Стриптиз стає популярним у студентських містечках, США.
- 1974: Роберт Опель з'являється голим у залі міської ради Лос-Анджелеса.[36]

## 1975—1989 роки

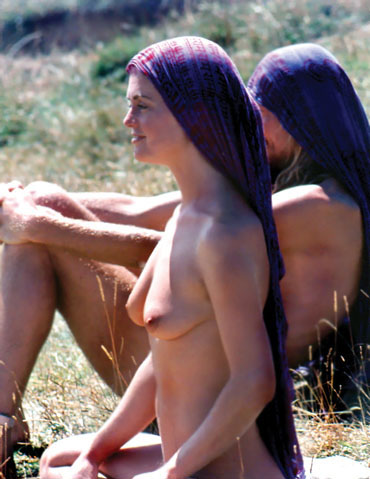
Фестиваль хіпі Намбаса, Нова Зеландія (1978)

- Лютий 1975: Створено перший легальний нудистський пляж, коли ділянку пляжу Маслін-Біч на південь від Аделаїди оголошено дозволеною для купання як в одязі, так і голяка, Австралія.
- 1976—1981: Тисячі людей насолоджуються фестивалем Намбаса, майже не маючи одягу, Нова Зеландія.
- 1976: Кооперативне товариство «Down to Earth» проводить перший ConFest з метою «трансформації суспільства», Коттер-Рівер, Австралійська столична територія,[37]
- 2 липня 1976 року: Пляжний пікнік і фотосесія голяка на вихідних у День пам'яті перед Всесвітнім торговим центром на «тимчасово безплідному величезному будівельному піщаному кар'єрі прямо на річці Гудзон біля Волл-стріт» у Нью-Йорку.
- 7 серпня 1976 року: Проголошено перший Національний день нудистського пляжу.
- 1980—1981: Утворюється Товариство натуралістів, США.
- 1981: Засновник Товариства натуралістів Лі Баксандалл засновує журнал Nude & Natural (початкова назва — Clothed with the Sun), США.
- 30 липня 1981 року: Перформанс Стеларк «Приморська підвіска: Подія для вітру та хвиль» показує тіло, підвішене над водою в Йогасімі, Міура, Японія.
- 21 липня 1984: перформанс Стеларк «Вулична підвіска» з тілом, підвішеним над галереєю Мо Девіда в Нью-Йорку.
- 1985: Вперше організовано «Голу милю» в Мічиганському університеті — забіг студентів, які відзначають останній день занять взимку. Захід розпочався з жменьки студентів і з часом виріс до тисячі учасників щороку. У 2003 році захід було скасовано після узгоджених дій поліції та адміністрації Мічиганського університету.
- 28 червня 1985 року: Перформанс Стеларк «Підвішування міста», з тілом, підвішеним над Копенгагеном, Данія.
- 1986: Перший рік фестивалю «Burning Man» у Бейкер-Біч, що проходить без одягу. Ларрі Харві та Джеррі Джеймс будують дерев'яну фігуру і спалюють її на честь літнього сонцестояння. Учасники: 20, Сан-Франциско, Каліфорнія.[38]
- 15 липня 1989 року: Чотирнадцять жінок вийшли з оголеними грудьми до Зали жіночої слави в Сенека-Фоллз на знак протесту проти нерівності в одязі між статями, штат Нью-Йорк, США.

## 1990—1999 роки

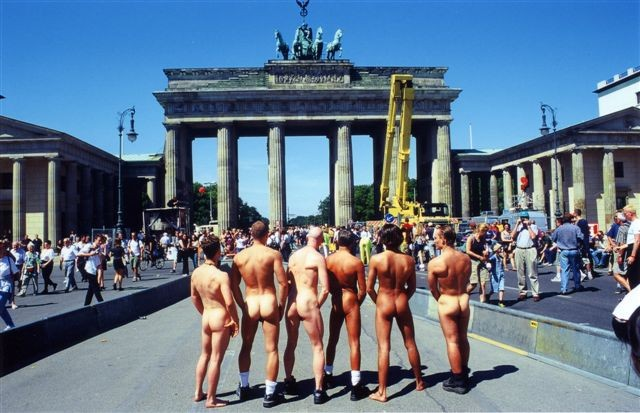
NakedBerlin Група оголених чоловіків серед сотень туристів біля Бранденбурзьких воріт у Берліні (сфотографовано командою Henning von Berg) (1999)

- 1991: Високий суд Нової Зеландії скасовує вирок за «образливу поведінку» за засмагання оголеною на громадському пляжі в присутності дітей на тій підставі, що, оскільки оголеність «не є чимось незвичайним» на цьому пляжі, розсудлива людина не відчує «гніву, відрази чи обурення» через таку поведінку.[39]
- 1991: Гвен Джейкоб у спекотний день ходить топлес у Гелфі, Онтаріо, Канада. У 1996 році Апеляційний суд Онтаріо виправдав її за публічну непристойність на підставі того, що поява топлес сама по собі не є сексуальним актом чи непристойністю.[40] Хоча це рішення є обов'язковим до виконання лише в межах Онтаріо, воно вважається дуже впливовим, на нього неодноразово посилалися і підтримували, в тому числі в інших юрисдикціях.
- 1992: Фотограф Спенсер Тунік починає документувати живу оголену фігуру на публіці.
- Вересень 1992 року: Перший щорічний парад оголеної натури та свободи грудей, Берклі, Каліфорнія.
- 1992: Пітер Кліал виступає перед Брайтонською мережею солідарності голим.
- 1992—1996: Розмальовані оголені велосипедисти на параді літнього сонцестояння у Фрімонті, Сіетл.
- 18 липня 1992 року: Нна акцію протесту під стіни канадського парламенту в Оттаві виходять четверо осіб.
- 27 липня 1992 року: Близько 20 жінок, вільних від верхнього одягу, протестують, Браттлборо, Вермонт.
- Вересень 1992 року: Ендрю Мартінес відвідує заняття з російської історії без одягу в Каліфорнійському університеті в Берклі.
- 11 жовтня 1992 року: гравці X-plicit переходять оголеними або топ-фрі від кафе «Смокі Джо» на Шаттак Авеню до кафе «Мілано» на Телеграф Авеню, щоб підтримати перемогу топ-фрі в Нью-Йорку, Берклі, Каліфорнія.
- 1994—2002: Фотограф «Харві» фотографує оголену натуру в публічному міському середовищі.
- 1995: Фестиваль Burning Man переїжджає до пустелі Блек-Рок з 4 000 учасниками. Табір стає найбільш густонаселеним (тимчасовим) поселенням в окрузі Першинг і стає відомим як Блек-Рок-Сіті, штат Невада, США.
- 1997: Письменник і художник перформансу Девід Роберт Льюїс роздягається перед Південноафриканською національною галереєю під час ритуалу оголеного мистецтва та публічної акції під назвою «Дезактивація».
- 1997: Вінсент Бетелл починає писати листи до Міністерства внутрішніх справ та свого члена парламенту, ставлячи під сумнів закон про публічну наготу, Велика Британія.
- 24 серпня 1998 року: Еванжелін Ґодрон плаває з оголеними грудьми в басейні «Васкана» (не вперше), Реджайна, Саскачеван, Канада.
- Квітень 1999 року: Щорічний «Першоквітневий забіг голяка» зібрав близько 30 учасників, Портленд, штат Орегон.
- 7 липня 1999 року: Фотограф Хеннінг фон Берґ організовує першу і єдину у світі чоловічу фотосесію оголених чоловіків у будівлі парламенту як соціально-політичну заяву. Серія групових фотографій «Оголений Берлін — ліберальна столиця» представляє шістьох оголених чоловіків всередині історичної будівлі Рейхстагу та біля дев'яти інших відомих пам'яток Берліна, Німеччина.[41]
- 28 липня 1999 року: Перший протест «Свободи бути собою» в Королівському суді Лондона.
- Жовтень 1999 року: Регбістки Університету штату Огайо позують з оголеними грудьми для фото біля Меморіалу Лінкольна і отримують суворе покарання від університету.
- 3 жовтня 1999 року: Оголені протестувальники проти ядерної зброї марширують авеню Ван Несс у Сан-Франциско.

## 2000–тепер

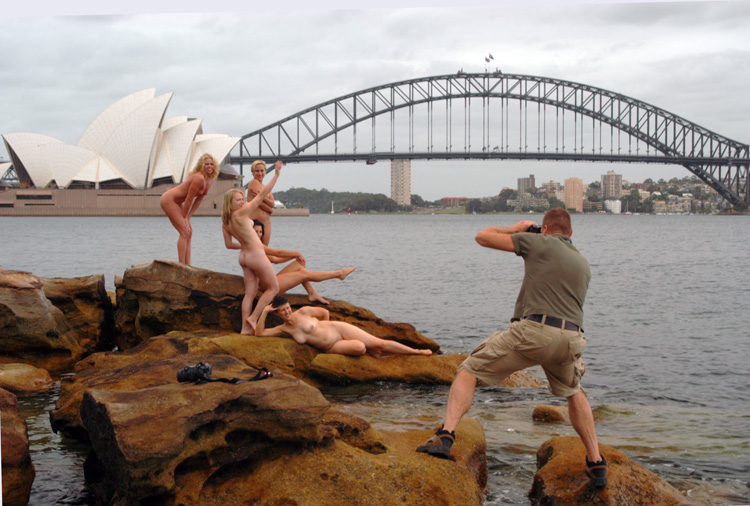
Голий Сіднейський фотограф Геннінг фон Берг і його група оголених жінок перед Сіднейським оперним театром (2005)

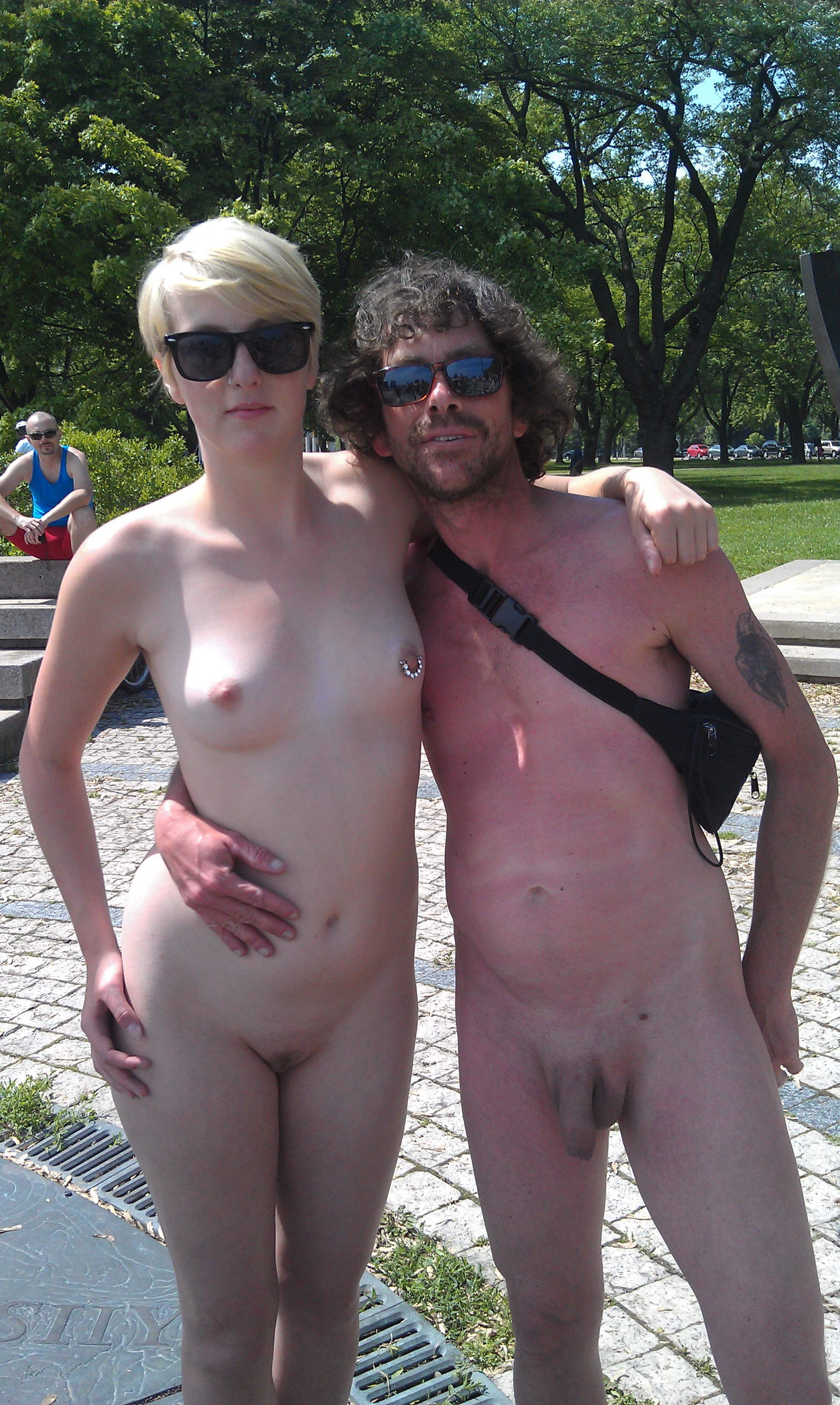
Учасники Всесвітнього голого велопробігу в Торонто (2013)

- 2002: Перший матч з регбі нагишом, який стає традицією, що проводиться щороку до 2014 року, після чого стає епізодичним. м. Данідін, Нова Зеландія.[42]
- 2003: Національний день оголеної натури започатковано, коли Марк Елліс на новозеландському телешоу SportsCafe закликає глядачів роздягнутися перед тодішнім прем'єр-міністром Гелен Кларк. Це стає напіврегулярною щорічною подією на шоу. Пізніше перейменований на «Всесвітній день оголеної натури» або «Міжнародний день оголеної натури», цей захід переживе кінець SportsCafe у 2005 році щонайменше на чотири роки.
- 12 червня 2004 року: Розпочався Всесвітній голий велопробіг.
- Лютий 2005 року: Геннінг фон Берг фотографує групу оголених жінок на тлі головних туристичних об'єктів, серед яких Банк Співдружності, Гайд-парк, статуя королеви Вікторії, Національний банк скарбів, провідна телевізійна студія, культовий Оперний театр і міст Гарбор, Сідней, Австралія.[43]
- 1 липня 2005 року: Перший голий перехід через Європейські Альпи.[44]
- 2008: Анна Гуцол засновує політичну протестну групу FEMEN, Україна.[45]
- 11 липня 2009 року: Американська асоціація нудистів координує захід з купання голяка о 15:00 по всій Північній Америці. Подія занесена до Книги рекордів Гіннеса як «найбільша кількість людей, що одночасно купаються голяка».[46]
- 20 листопада 2012 року: Сан-Франциско забороняє і криміналізує публічну наготу без виданого поліцією дозволу на парад; проте, жіночі топлес все ще дозволені по всьому місту.[47]

## Події, що повторюються
- Harvard Primal Scream у Гарвардському університеті, Кембридж, Массачусетс (один раз на семестр)
- Щорічний збір племен Rainbow Family of Living Light за мир і зцілення у всьому світі
- Велосипедисти сонцестояння, Сіетл, червень
- Всесвітній голий велопробіг

## Подальше читання
- Wight, Fred (1953). Manners and Customs of Bible Lands. Chicago: Moody Press. ISBN 9780802451750.